# Cannabis-Beschluss
| Sachverhalt:     | Verfassungsbeschwerden sowie konkrete Normenkontrolle mehrerer Fälle durch Strafgerichte, die bei geringfügigen Cannabis-Verstößen Strafen nicht aussprechen wollten |
| Fundstelle:      | BVerfGE 90, 145 |
| Folgegeschichte: | bundeseinheitliche Vorgabe für die Verhältnismäßigkeit bei Verfolgung von Bagatellverstößen und ggf. Einstellung von Ermittlungen                                    |

| Mahrenholz, Böckenförde, Klein, Graßhof, Kruis, Kirchhof, Winter, Sommer |

| 1. Graßhof |
| 2. Sommer  |

Der Cannabis-Beschluss ist die Entscheidung des Bundesverfassungsgerichts im Jahr 1994 in sieben Verfahren um die Bestrafung von geringfügigen Verstößen gegen das Verbot von Cannabisprodukten. Im Wesentlichen handelte es sich dabei um den verbotenen Besitz dieser Produkte vor dem gelegentlichen Eigenkonsum. 
Juristisch fand dies u. a. deswegen Beachtung, weil sich mehrere Gerichte in Hessen und Schleswig-Holstein geweigert hatten, die Strafgesetze anzuwenden. So war die Praxis in den meisten Bundesländern, während in einzelnen Ländern wie Bayern jeder Verstoß ausnahmslos bestraft wurde. Nicht nur unter dem Aspekt der Gleichheit war dies problematisch, sondern auch unter rechtsdogmatischen Gesichtspunkten: Die Gerichte legten zur verfassungsrechtlichen Prüfung vor, ob solche Strafgesetze zulässig sind, oder ob nicht vielmehr ein „Recht auf Rausch“ dem Grundgesetz zu entnehmen sei.
Das Verfassungsgericht bejahte die Vereinbarkeit der zu prüfenden Gesetze mit der Verfassung.

## Hintergrund
Hervorgehoben hatte sich u. a. der Fall, der vom Landgericht Lübeck vorgelegt wurde: Die Angeklagte des Ausgangsverfahrens wurde durch Urteil des Amtsgerichts Lübeck vom 1. Oktober 1990 wegen unerlaubter Abgabe von Haschisch (§ 29 Abs. 1 Satz 1 Nr. 1 in Verbindung mit § 1 Abs. 1 Betäubungsmittelgesetz (BtMG) und dessen Anlage I) zu einer Freiheitsstrafe von 2 Monaten verurteilt. Nach den Feststellungen des Amtsgerichts besuchte sie ihren Ehemann im Gefängnis, der sich wegen des Vorwurfs in Untersuchungshaft befand, gegen das Betäubungsmittelgesetz verstoßen zu haben. Bei der Begrüßung umarmte die Angeklagte ihren Ehemann und übergab ihm dabei ein Briefchen mit 1,12 Gramm Haschisch. Sie wendete sich gegen dieses Urteil mit dem Rechtsmittel der Berufung unter Beschränkung auf das Strafmaß.
Die Berufungsstrafkammer des Landgerichts Lübeck – unter dem Vorsitz des späteren Bundesrichters Wolfgang Nešković – sah sich an einer Bestrafung der Angeklagten gehindert und war der Überzeugung, dass die einschlägigen Strafvorschriften des Betäubungsmittelgesetzes verfassungswidrig seien. Sie hatte das Verfahren ausgesetzt und die Sache dem Bundesverfassungsgericht gemäß Art. 100 Abs. 1 GG zur Prüfung vorgelegt, ob § 29 Abs. 1 Satz 1 Nr. 1 BtMG (Handlungsalternative Abgabe) in Verbindung mit § 1 Abs. 1 BtMG und dessen Anlage I (Haschisch) mit dem Grundgesetz vereinbar seien. Die Kammer gelangte zu dieser Überzeugung nach umfangreicher Auswertung fachmedizinischer Literatur und Anhörung von Sachverständigen.
Die Vorlage der Strafkammer stützte sich dabei im Wesentlichen auf drei Argumente:
- Die Aufnahme der Cannabisprodukte in die Anlage I zu § 1 Abs. 1 BtMG verstoße gegen den Gleichheitssatz des Art. 3 Abs. 1 GG, weil dort Alkohol und Nikotin nicht aufgeführt seien.
- Die Strafbarkeit der Abgabe von Cannabisprodukten, die dem Eigenkonsum dienen, sei auch unvereinbar mit Art. 2 Abs. 1 GG, dem Recht auf die freie Entfaltung der Persönlichkeit.
- Ein Verstoß gegen Art. 2 Abs. 2 Satz 1 GG (Recht auf körperliche Unversehrtheit) liege vor, weil der Bürger, der sich in Ausübung seines grundrechtlich geschützten „Rechts auf Rausch“ berauschen wolle, durch das strafrechtliche Verbot, Cannabisprodukte zum Eigenverbrauch zu erwerben oder zu erlangen, in die gesundheitsschädlichere Alternative, nämlich den nicht strafbaren Alkoholkonsum gezwungen werde. Es sei mit dem Recht auf körperliche Unversehrtheit nicht zu vereinbaren, dass der Gesetzgeber dem Rauschwilligen bei Strafandrohung untersage, das für seine Gesundheit erheblich weniger schädliche Rauschmittel zu nehmen.

Daraufhin reichten auch das Landgericht Hildesheim, das Landgericht Frankfurt am Main und das Amtsgericht Stuttgart Vorlagen nach Art. 100 Abs. 1 GG ein, weil sie sich aus Zweifeln an der Verfassungsmäßigkeit der relevanten BtMG-Vorschriften an der Fortführung von Strafverfahren für Cannabisbesitz und -abgabe gehindert sahen.

## Die Entscheidung
Nach dem Beschluss des Zweiten Senats gelten für den Umgang mit Drogen die Schranken des Art. 2 Abs. 1 GG. Ein „Recht auf Rausch“, das diesen Beschränkungen entzogen wäre, gibt es nicht.
Das Verfassungsgericht bejaht die Vereinbarkeit der zu prüfenden Gesetze mit der Verfassung. Maßgeblich ist nicht ein aus dem Grundgesetz ableitbares Recht auf Rausch, auch nicht das Erfordernis wirksamgleiche oder -stärkere Substanzen wie Alkohole und Nikotin gleichzustellen, sondern in größerem Maße das Rechtsstaatsprinzip und der Verhältnismäßigkeitsgrundsatz. Ob Straf- und Verbotsgesetze verhältnismäßig sind, erfolgt in einer dreistufigen Prüfung hinsichtlich Geeignetheit, Erforderlichkeit, Angemessenheit. Dies ist bei dem geprüften Betäubungsmittelgesetz letztlich zu bejahen. Für geringfügige Verstöße kommt demnach aber nur eine geringe Strafe oder gar keine Strafe in Frage, im Regelfall haben staatliche Organe von einer Verfolgung von vornherein abzusehen. Solche Möglichkeiten stellt das Betäubungsmittelgesetz aber auch zur Verfügung.
Dies hat unter den Bundesländern einheitlich und gleich zu erfolgen.

### Abweichende Meinung der Richterin Graßhof
Die Richterin Graßhof trägt die Entscheidung im Ergebnis mit, nicht jedoch in vollem Umfang die Begründung. Sie stellt andere verfassungsrechtliche Anforderungen an ein abstraktes Gefährdungsdelikt auf:
- Die Prüfung des Betäubungsmittelgesetzes hinsichtlich der Verhältnismäßigkeit habe auf zwei Ebenen zu erfolgen:
  - Zunächst sei zu fragen, ob in dem Tatbestand zum Schutz des jeweiligen Rechtsguts Strafe angedroht werden kann (Zweckrelation). Mit anderen Worten, wer oder was geschützt werde, wenn jemand wegen harmlosen Rauschs bestraft wird.
  - Dann habe die allgemeine dreistufige Verhältnismäßigkeitsprüfung zu erfolgen. Jedoch kann Richterin Graßhof hinsichtlich der Geeignetheit der Senatsmehrheit nicht zustimmen, sondern sieht hierin ein prüfungstechnisches Manko.

### Abweichende Meinung des Richters Sommer
Richter Sommer trägt den Entscheidungstenor in Punkt 2 nicht mit und auch zum Teil die Begründung nicht:
- Das Betäubungsmittelgesetz genügt nicht den Anforderungen des Verhältnismäßigkeitsprinzips. Es ist qualitativ und graduell zu weit gefasst.
- Dieser Mangel wird nicht geheilt durch einzelfallbezogene Möglichkeiten dahingehend, von Strafe abzusehen oder eine als strafbar definierte Tat nicht zu verfolgen – selbst dann nicht, wenn diese Möglichkeiten in einer Vielzahl von Fällen regelmäßig als Gebot der Nichtbestrafung/-verfolgung auszulegen sind.

## 2023
Mit Beschluss vom  14. Juni 2023 verwarf das Bundesverfassungsgericht mehrere neue Richtervorlagen zu den Vorschriften des Betäubungsmittelgesetzes als unzulässig. Nach Auffassung des Bundesverfassungsgerichts fehlte es  an einer substantiierten Darlegung rechtserheblicher Änderungen der Sach- und Rechtslage, welche geeignet gewesen wären, eine erneute verfassungsgerichtliche Prüfung der mit Beschluss des Bundesverfassungsgerichts vom 9. März 1994 entschiedenen Vorlagefragen zu veranlassen.